# Orličan M-3
Orličan M-3 Bonzo war ein viersitziges tschechoslowakisches Schul- und Reiseflugzeug aus der zweiten Hälfte der 1940er-Jahre. Es wurde nur ein Exemplar gebaut.

## Geschichte
Der Entwurf entstand in direkter Linie aus den ab 1946 projektierten Vorläufermustern M-1 „Sokol“ und M-2 „Skaut“. Entwickelt wurde er von Zdeněk Rublič, der nach der Verstaatlichung des Flugzeugbauunternehmens Beneš-Mráz in Choceň und dessen anschließender Umbenennung in Orličan als Chefkonstrukteur eingesetzt worden war. Die Konzeption des Flugzeugs war für die damalige Zeit recht modern. Das vollständig aus Holz gebaute Modell verfügte über eine schall- und wärmeisolierte, großzügig verglaste Kabine und Tiefdeckerauslegung. Das Bugradfahrwerk konnte vollständig eingezogen werden.
Die Erprobung des Prototyps mit dem Kennzeichen OK-CIZ durch den Piloten Alfons Kobližek begann im April 1948 und wurde ohne größere Probleme absolviert. Im Mai des folgenden Jahres wurde die M-3 auf dem Pariser Aérosalon präsentiert. Zwar stieß sie im Ausland auf einiges Interesse; Bestellungen erfolgten jedoch nicht. Es wurde deshalb beschlossen, das Muster nicht in die Serienproduktion zu geben. Die OK-CIZ wurde dem kartographischen Institut in Bratislava übergeben, wo mit ihr bis 1952 Vermessungsflüge durchgeführt wurden. Anschließend ging die Maschine in den Besitz des Svazarm über, wo sie für die Pilotenausbildung Verwendung fand. Dort konnten mit ihr einige Weltrekorde erflogen werden: am 23. Oktober 1961 erreichte Bäuml auf einer 300-km-Strecke 271 km/h Höchstgeschwindigkeit und Černy auf 15 beziehungsweise 25 Kilometern 258 km/h. 1969 erfolgte die Außerdienststellung des Flugzeugs.
Nachfolgemuster war die in Serie gebaute und auch exportierte L-40 „Meta Sokol“.

## Technische Daten

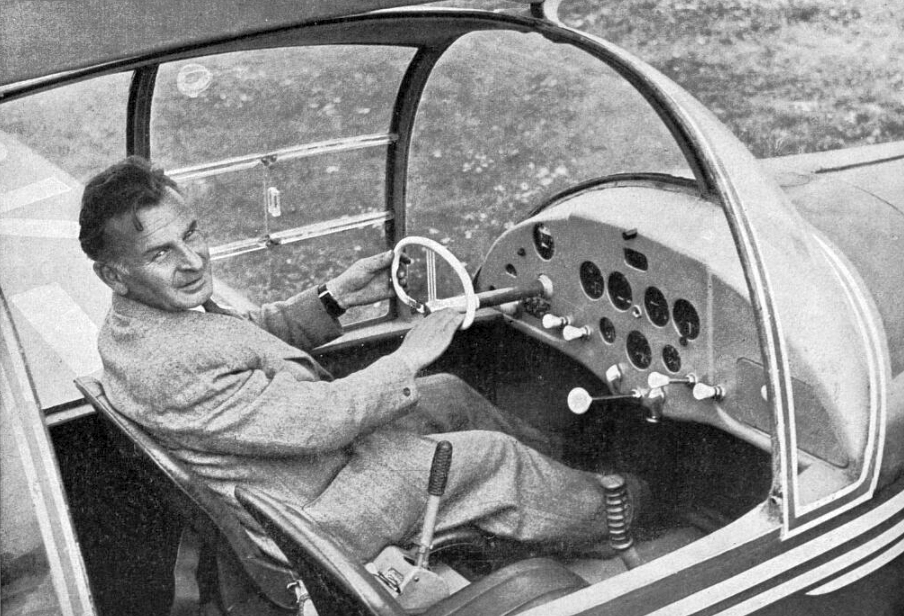
Zdeněk Rublič in der Kabine der M-3

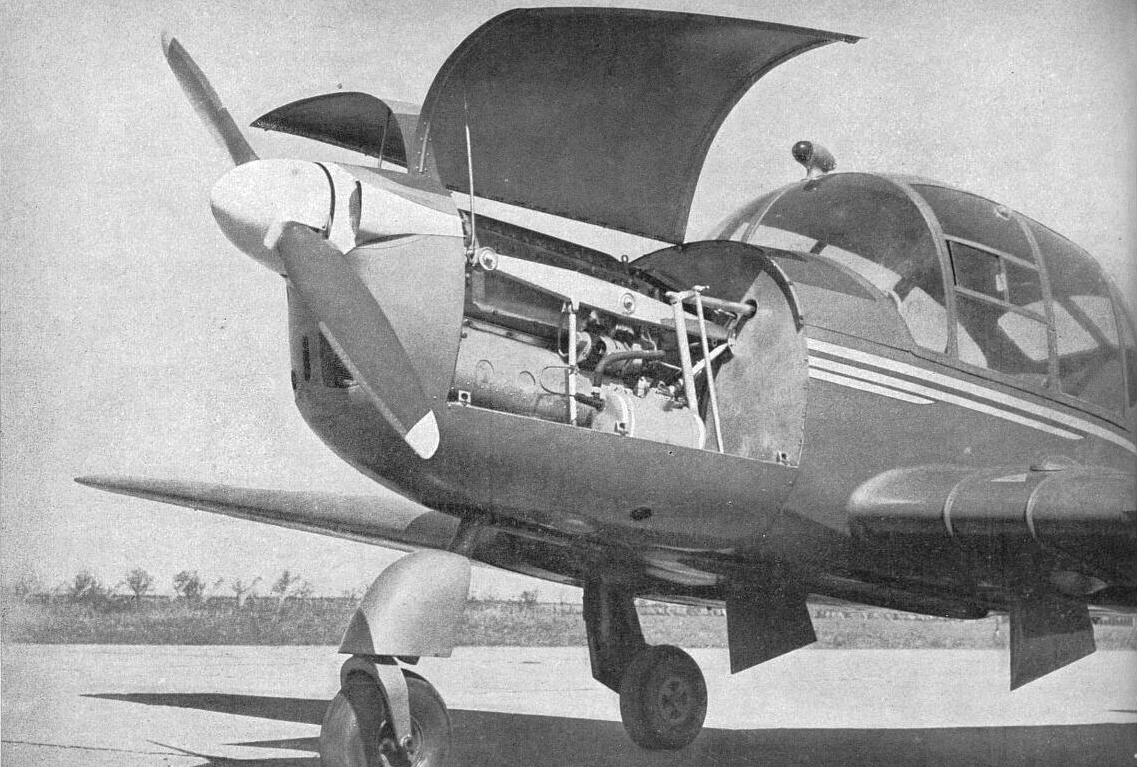
Der Minor-6-III-Motor der M-3

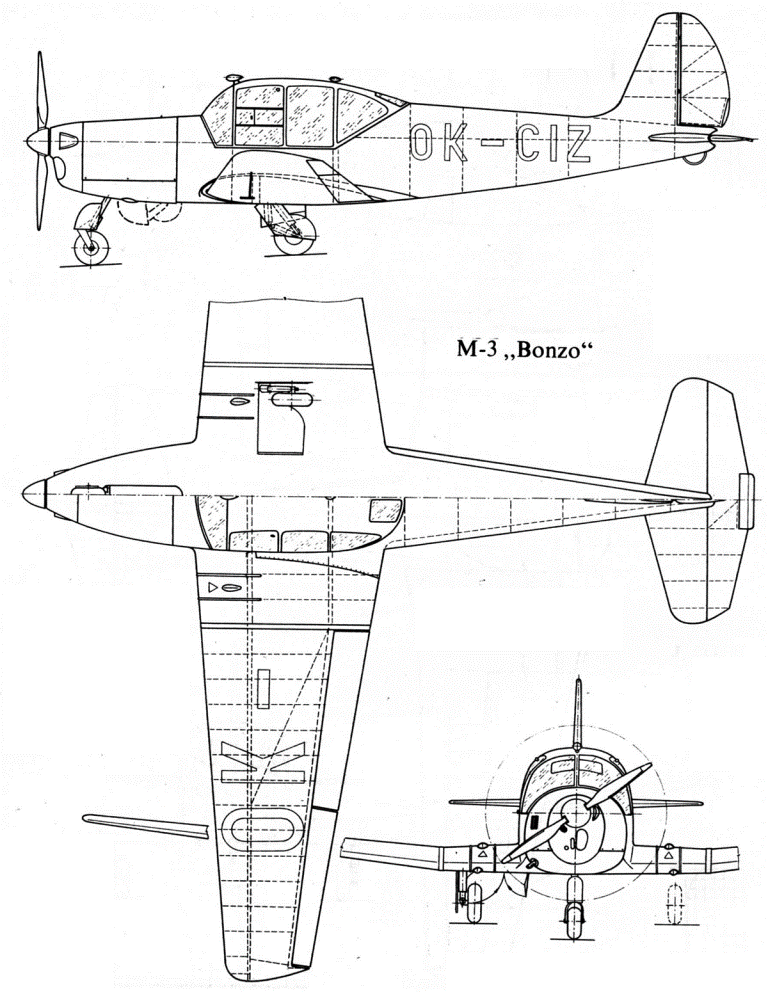
Dreiseitenansicht

| Kenngröße             | Daten                                                       |
| --------------------- | ----------------------------------------------------------- |
| Konzeption            | Sport- und Reiseflugzeug                                    |
| Konstrukteur(e)       | Zdeněk Rublič                                               |
| Baujahr(e)            | 1948                                                        |
| Besatzung             | 1 Pilot                                                     |
| Passagiere            | 3                                                           |
| Länge                 | 7,72 m                                                      |
| Flügelspannweite      | 10,60 m                                                     |
| Höhe                  | 2,50 m                                                      |
| Flügelfläche          | 15,3 m²                                                     |
| Flügelstreckung       | 7,3                                                         |
| Flächenbelastung      | 69,2 kg/m²                                                  |
| Leermasse             | 580 kg                                                      |
| Startmasse            | 1100 kg                                                     |
| Antrieb               | ein luftgekühlter 6-Zylinder-Reihenmotor Walter Minor 6-III |
| Leistung              | 118 kW (160 PS)                                             |
| Höchstgeschwindigkeit | 266 km/h                                                    |
| Reisegeschwindigkeit  | 235 km/h                                                    |
| Steigzeit             | 5 min 18 s auf 1000 m                                       |
| Dienstgipfelhöhe      | 4800 m                                                      |
| Reichweite            | 1000 km                                                     |